# 森下由希
森下 由希（もりした ゆき、1984年10月10日 - ）は、日本のAV女優。
東京都出身。血液型：A型、身長：151cm 、スリーサイズ：B88・W63・H90 、Fカップ。

## 経歴
2003年にAVデビュー。主に企画系作品を中心に活躍したFカップの巨乳の持ち主のロリ系の女優。

## 作品

### アダルトビデオ
2003年
- Virgin Trip（7月30日、ラハイナ東海）
- THE 巨乳看護婦（9月4日、ドリームチケット）オムニバス作品
- 素人モデルズ 恥辱マニュアル 5（9月18日、ABNORMAL（銀河映像））
- THE 巨乳女子高生 2 [麗しの爆乳スチューデント]（10月3日、ドリームチケット）オムニバス作品
- 真夏の日蝕〜トライアングルレズビアン〜（10月13日、プールクラブ）
- ノーブラ 揺れ乳跳ね乳（11月7日、アロマ企画）
- ベチョヌル! 3（11月21日、ワイルドサイド）
- 女子校生強制レズレイプ（12月5日、笠倉出版社）
- エイティーンLOVE vol.5（12月12日、レイジングカンパニー）
- 舐められ倶楽部スーパーDXルーム（12月19日、アロマ企画）

2004年
- 女子校生れず先輩と私 56（1月16日、U&K）
- Ballerina バレリーナ（2月13日、ビッグモーカル）
- バイブの虜 6（3月18日、プールクラブ）オムニバス作品
- 腰ふり騎乗位 3（5月28日、アロマ企画）
- 尻ふり腰クネまんずり女 2（12月3日、アロマ企画）

2005年
- 健康診断でしよう（4月29日、デジタルバンク）
- 女遊戯 放課後の悪戯（アートモデルズ）